# Sangre
Sangre è un film del 2005 diretto da Amat Escalante.